# Liste der Äbte des Zisterzienserklosters Otterberg
Die Liste der Äbte des Zisterzienserklosters Otterberg nennt die Äbte des Klosters Otterberg, das im 12. Jahrhundert gegründet und im Zuge der Reformation aufgelöst wurde. Die Namen der Äbte sind weitgehend überliefert:
- Stephan (1143–nach 1173)
- Alevich oder Albero (vor 1185), 1209 als „Altabt“ genannt.
- Wilhelm (1198)[2], 1209 als „Altabt“ genannt.
- Philipp I. (1195–1224, † 1225)
- Johannes I. (1224/1225–?)
- Hertwig (1229)
- Gerhard I. (1229–1238)
- Folkhard (1240)
- Gerhard II. (1242)
- Ulrich (1245–1245, † 1276)
- Walthelm (1247–1259)
- Friedrich I. (1263–1264)
- Johannes II. (1267–1271, † 1298)
- Gerhard III. (1272–1276)
- Gottfried (1276)
- Gerhard IV. (1277)
- Heinrich I. (1278–1284)
- Gerhard V. (1292–1301)
- Johannes III. (1303–1324?)
- Heinrich II. (1325–1332)
- Peter I. (1336–1343, † 1347)
- Philipp II. (1350–1351)
- Johannes IV (1353–1355)
- Philipp III. (1360–1362)
- Nikolaus (1366–1370)
- Friedrich II. (1392–1395)
- Konrad Wircker (1405–1444). Er kam aus dem Kloster Maulbronn.
- Peter II. (1451–1467)
- Johannes V. Schlich (1469–1486, resigniert), 1491: „Altabt“
- Matthias (1486/87–1502)
- Pirmin Fürst (1503–1519)
- Wigand von Windeck (1519–1551)
- Wendelin Merbot (1551/53–1561)